# 宜蘭線
宜蘭線（ぎらんせん）は、台湾基隆市暖暖区の八堵駅から宜蘭県蘇澳鎮の蘇澳駅に至る台湾鉄路公司の鉄道路線である。

## 路線データ
- 管理者：台湾鉄路公司
- 路線距離（営業キロ）：八堵～蘇澳間 93.6km
- 軌間：1,067mm
- 駅数：27
- 複線区間：全線
- 電化区間：全線（交流25,000V、60Hz）
- 電報略号：一ㄌㄒ
- 開業日：1919年（大正8年）部分開業、1924年（大正13年）12月1日全線開業。

## 歴史
- 1917年（大正6年）7月 - 台湾総督府の手によって南北両端より着工[1]:頁329。
- 1919年（大正8年）
  - 3月24日 - 宜蘭～羅東間が開通[2]:頁54。
  - 5月5日 - 八堵～瑞芳間が開通[3]
  - 11月15日 - 礁渓～蘇澳間が開通[2]:頁54。
- 1920年（大正9年）
  - 1月27日 - 瑞芳～猴硐間が開通[4]。
  - 12月10日 - 南線が大里まで開通[5]
- 1924年（大正13年）12月1日 - 旧草嶺トンネル完成に伴い全線開通[1]:頁329-330。
- 1945年（昭和20年）10月25日 - 日本の敗戦により中華民国が接収。
- 1980年
  - 2月1日 - 北廻線と接続[2]:頁107。
  - 秋 - 複線化工事起工[6]。
- 1986年1月9日 - 全線複線化完了[1][2]:頁117。
- 2000年5月3日 - 八堵～羅東間電化[7]。前日の式典には行政院長の蕭万長が出席した[8]。
- 2003年7月4日 - 羅東以南の電化が完了し、全線電化[9]。同日に北迴線も花蓮までの電化が完成し、翌5日の新ダイヤで電車列車の花蓮直通が開始された[10]。
- 2017年
  - 9月1日 - 牡丹駅、大渓駅を招呼駅に降格、硬券販売を含め窓口を閉鎖[11]。
  - 9月16日 - 貢寮駅、四城駅を乙種簡易駅に降格[12]。
- 2020年
  - 12月4日 - 土砂災害により瑞芳～猴硐間が上下線とも不通になり、代行バスや航空機での振替が行われる[13][14]。
  - 12月14日 - 東正線（下り線）が復旧し双単線での運行を再開[14]。
- 2021年2月3日 - 西正線（上り線）が復旧し運行が正常化、深澳線と平渓線の直通運転も再開[14]。

### 主な文化資産
- 旧宜蘭線猴硐トンネル群（中国語版）（瑞芳 - 三貂嶺間） - 複線化事業により廃止となった員山（第一から第三）・猴硐トンネルのトンネル群。新北市の歴史建築[15]。
- 旧三貂嶺トンネルと三瓜子トンネル（三貂嶺 - 牡丹間） - 複線化事業により廃止となったトンネル群。新北市の歴史建築[16]。
- 旧草嶺トンネル（福隆 - 石城間） - 宜蘭県の古蹟。複線化事業により廃止となり、2008年に東北角自行車道（中国語版）として再利用されている[17]。後に環島1号線に組み込まれた[18]
- 旧蘭陽大橋（中国語版）（宜蘭 - 二結間） - 宜蘭県の歴史建築[19]。
- 宜蘭駅の水搭・旧倉庫群など - 宜蘭県の歴史建築[19]

## 運行形態
- 区間車・区間快車
  - 樹林 - 蘇澳間の運行を基本に、縦貫線内は苗栗、湖口発着など、宜蘭線内は瑞芳、福隆、頭城、宜蘭、蘇澳新発着などがあり、宜蘭発着を中心に北廻線に直通する列車もある。
- 東部幹線対号列車
  - 東部幹線上り列車の多くは台東、花蓮を始発とし、ごく一部が蘇澳始発となっている。
  - 東部幹線下り列車の多くは樹林を始発とし、花蓮、台東及び蘇澳まで運行。
    - 一部の列車は西部幹線へ直通し、新竹・台中・彰化などへ運行される。

## 使用車両
- 自強号/太魯閣号
  - 電車
    - E1000型プッシュ･プル式電車
    - 振子式TEMU1000型電車（太魯閣号）
    - 車体傾斜式TEMU2000型電車（普悠瑪号）
    - EMU3000型（2021年より[20]）

  - 気動車
    - DR2800型
    - DR2900型
    - DR3000型
- 莒光号/復興号
  - 頭等客車/二等客車（平快を除く）
- 区間車/区間快車
  - EMU500型
  - EMU600型
  - EMU700型
  - EMU800型
  - EMU900型（2021年より[21]）
- DR1000型

## 駅一覧
| 駅名     | 駅名         | 駅名        | 駅間 キロ | 累計 キロ | 等級 | 接続路線・備考                        | 所在地 | 所在地 |
| 日本語   | 繁体字中国語 | 英語        | 駅間 キロ | 累計 キロ | 等級 | 接続路線・備考                        | 所在地 | 所在地 |
| -------- | ------------ | ----------- | --------- | --------- | ---- | ------------------------------------- | ------ | ------ |
| 八堵駅   | 八堵車站     | Badu        | 0.0       | 0.0       | 二等 | 縦貫線と接続                          | 基隆市 | 暖暖区 |
| 暖暖駅   | 暖暖車站     | Nuannuan    | 1.6       | 1.6       | 招呼 |                                       | 基隆市 | 暖暖区 |
| 四脚亭駅 | 四腳亭車站   | Sijiaoting  | 2.3       | 3.9       | 三等 |                                       | 新北市 | 瑞芳区 |
| 瑞芳駅   | 瑞芳車站     | Ruifang     | 5.1       | 8.9       | 一等 | 深澳線と分岐                          | 新北市 | 瑞芳区 |
| 猴硐駅   | 猴硐車站     | Houtong     | 4.5       | 13.5      | 三等 |                                       | 新北市 | 瑞芳区 |
| 三貂嶺駅 | 三貂嶺車站   | Sandiaoling | 2.6       | 16.0      | 三等 | 平渓線と分岐                          | 新北市 | 瑞芳区 |
| 牡丹駅   | 牡丹車站     | Mudan       | 3.5       | 19.6      | 招呼 |                                       | 新北市 | 双渓区 |
| 双渓駅   | 雙溪車站     | Shuangxi    | 3.3       | 22.9      | 二等 |                                       | 新北市 | 双渓区 |
| 貢寮駅   | 貢寮車站     | Gongliao    | 5.4       | 28.3      | 乙簡 |                                       | 新北市 | 貢寮区 |
| 福隆駅   | 福隆車站     | Fulong      | 3.8       | 32.0      | 三等 |                                       | 新北市 | 貢寮区 |
| 石城駅   | 石城車站     | Shicheng    | 5.4       | 37.4      | 招呼 | 台湾最東端駅                          | 宜蘭県 | 頭城鎮 |
| 大里駅   | 大里車站     | Dali        | 2.7       | 40.1      | 甲簡 |                                       | 宜蘭県 | 頭城鎮 |
| 大渓駅   | 大溪車站     | Daxi        | 4.7       | 44.8      | 招呼 | 北宜直線鉄道と分岐予定駅              | 宜蘭県 | 頭城鎮 |
| 亀山駅   | 龜山車站     | Guishan     | 4.6       | 49.4      | 甲簡 |                                       | 宜蘭県 | 頭城鎮 |
| 外澳駅   | 外澳車站     | Wai'ao      | 3.6       | 53.0      | 招呼 |                                       | 宜蘭県 | 頭城鎮 |
| 頭城駅   | 頭城車站     | Toucheng    | 3.6       | 56.6      | 三等 |                                       | 宜蘭県 | 頭城鎮 |
| 頂埔駅   | 頂埔車站     | Dingpu      | 1.4       | 58.8      | 招呼 |                                       | 宜蘭県 | 頭城鎮 |
| 礁渓駅   | 礁溪車站     | Jiaoxi      | 4.9       | 62.9      | 三等 |                                       | 宜蘭県 | 礁渓郷 |
| 四城駅   | 四城車站     | Sicheng     | 4.7       | 67.6      | 乙簡 |                                       | 宜蘭県 | 礁渓郷 |
| 宜蘭駅   | 宜蘭車站     | Yilan       | 3.7       | 71.3      | 一等 |                                       | 宜蘭県 | 宜蘭市 |
| 二結駅   | 二結車站     | Erjie       | 5.8       | 77.1      | 三等 |                                       | 宜蘭県 | 五結郷 |
| 中里駅   | 中里車站     | Zhongli     | 1.2       | 78.3      | 招呼 |                                       | 宜蘭県 | 五結郷 |
| 羅東駅   | 羅東車站     | Luodong     | 1.8       | 80.1      | 二等 |                                       | 宜蘭県 | 羅東鎮 |
| 冬山駅   | 冬山車站     | Dongshan    | 5.0       | 85.1      | 二等 |                                       | 宜蘭県 | 冬山郷 |
| 新馬駅   | 新馬車站     | Xinma       | 4.2       | 89.3      | 招呼 | 旧名は聖湖駅、新城駅                  | 宜蘭県 | 蘇澳鎮 |
| 蘇澳新駅 | 蘇澳新站     | Su'aoxin    | 0.9       | 90.2      | 一等 | 北廻線と分岐 旧名は南聖湖駅、南新城駅 | 宜蘭県 | 蘇澳鎮 |
| 蘇澳駅   | 蘇澳車站     | Su'ao       | 3.4       | 93.6      | 二等 |                                       | 宜蘭県 | 蘇澳鎮 |

## ギャラリー

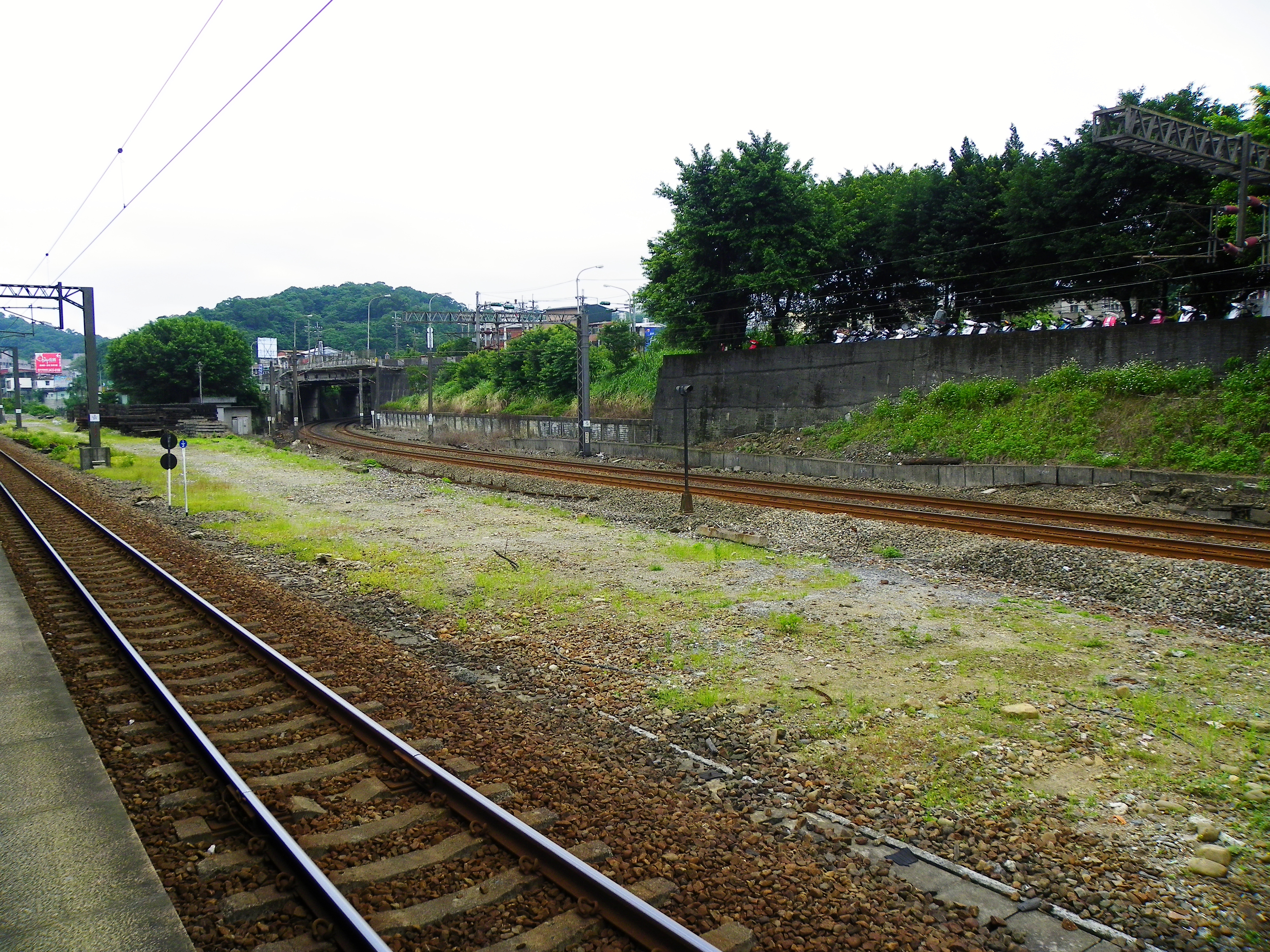
八堵駅の分岐地点。奥側が宜蘭線
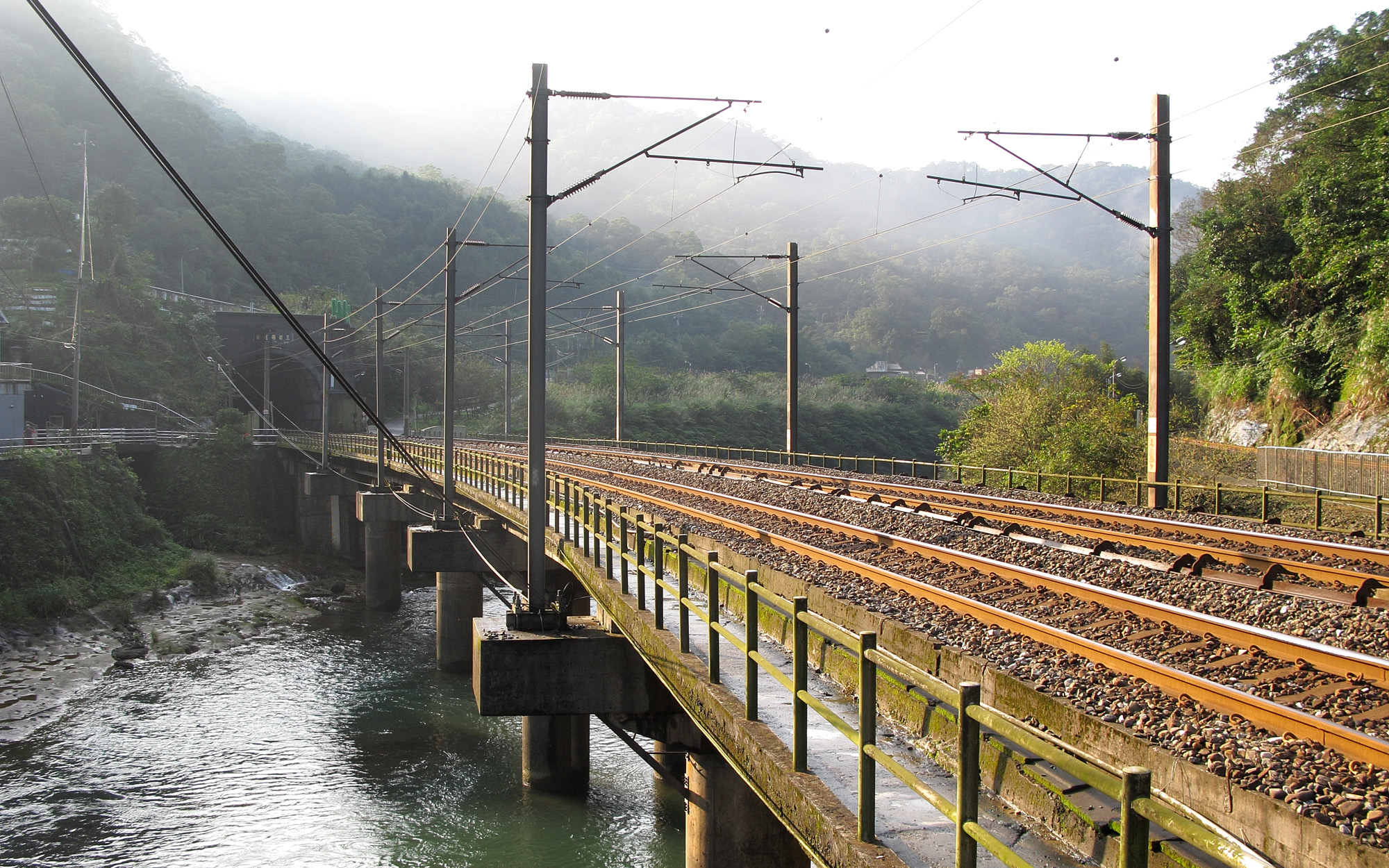
三貂嶺駅近傍の第三基隆河鉄橋
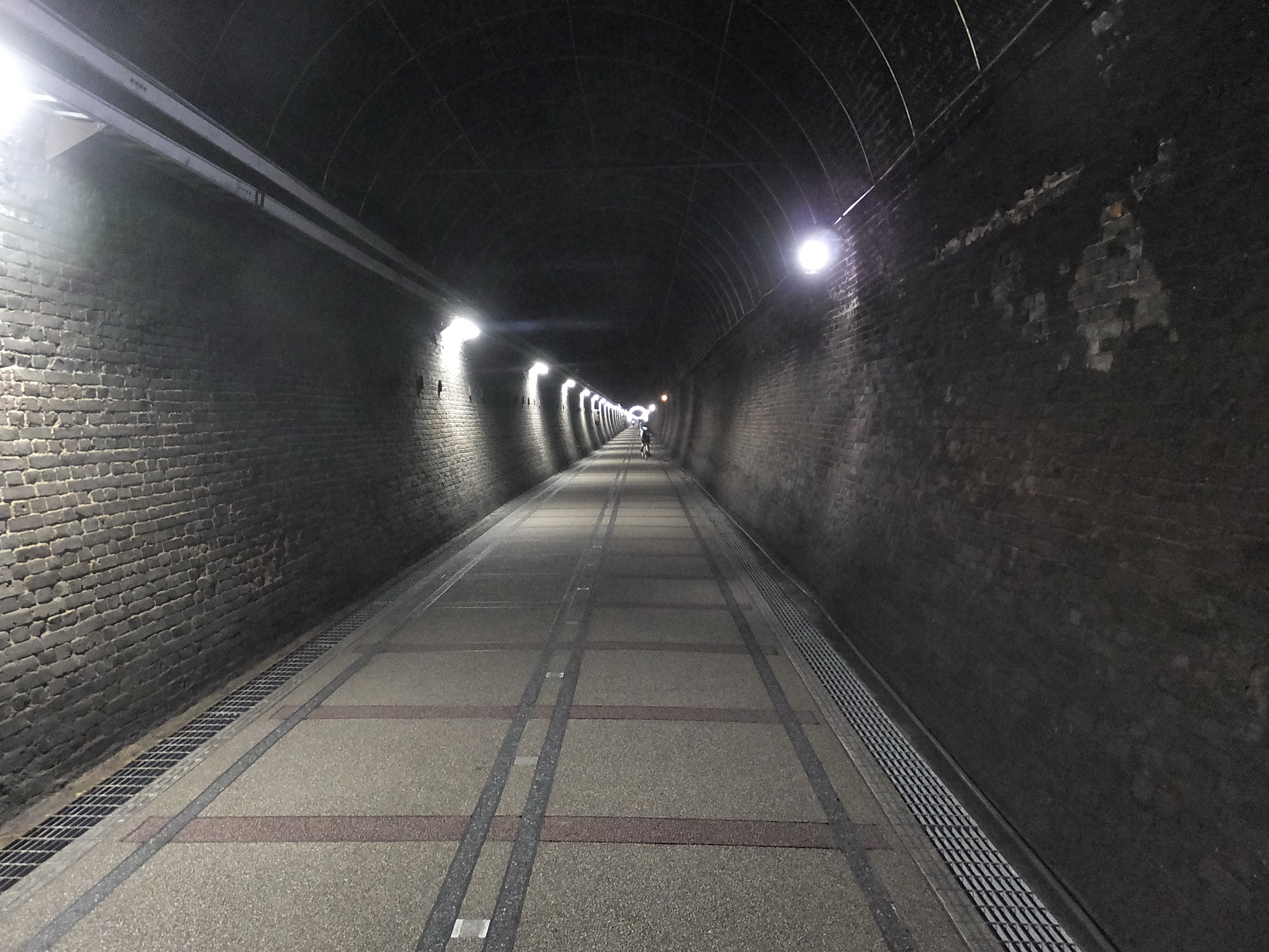
1986年まで使われていた旧草嶺トンネルは自転車道として活用されている
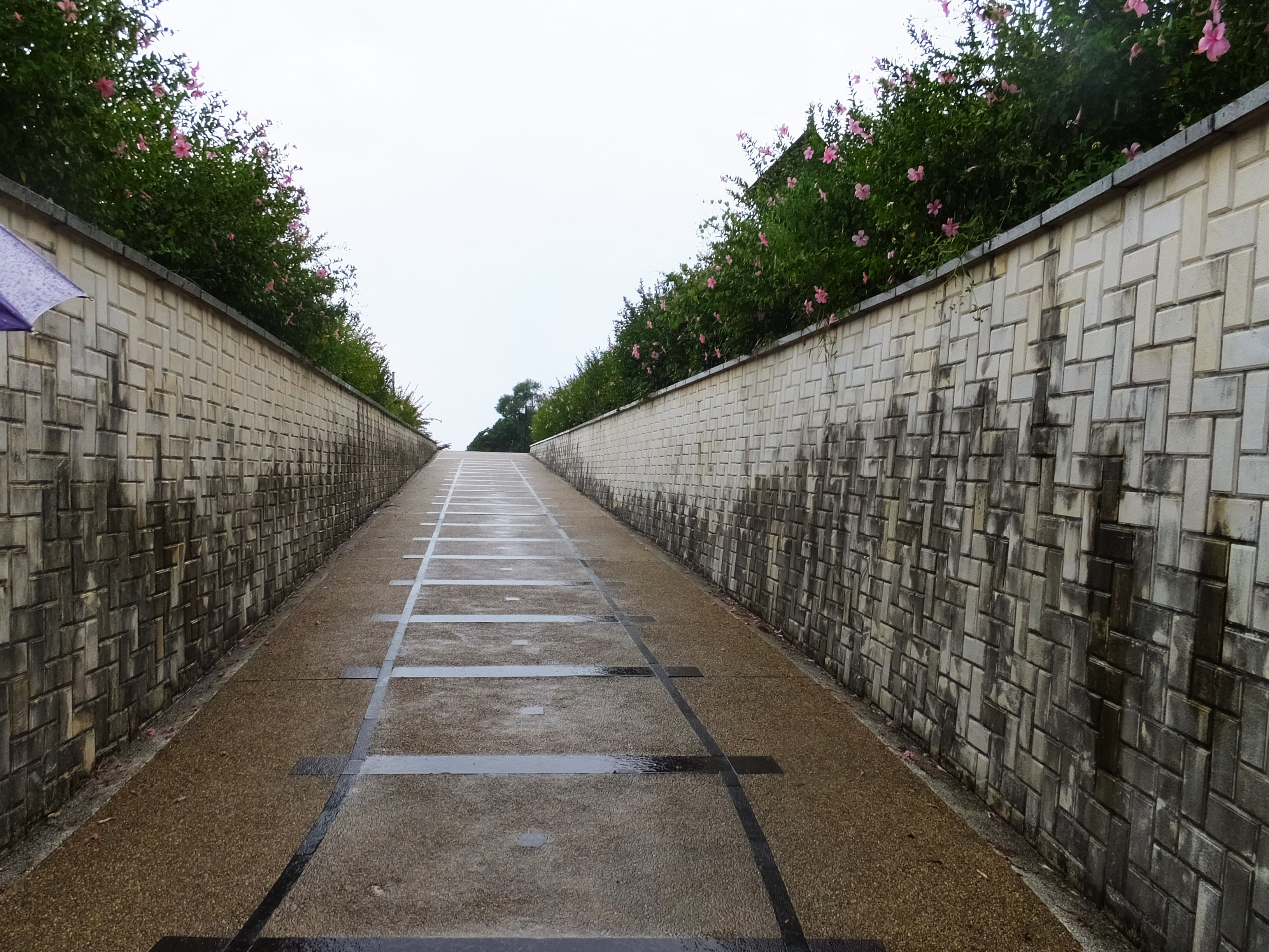
同左
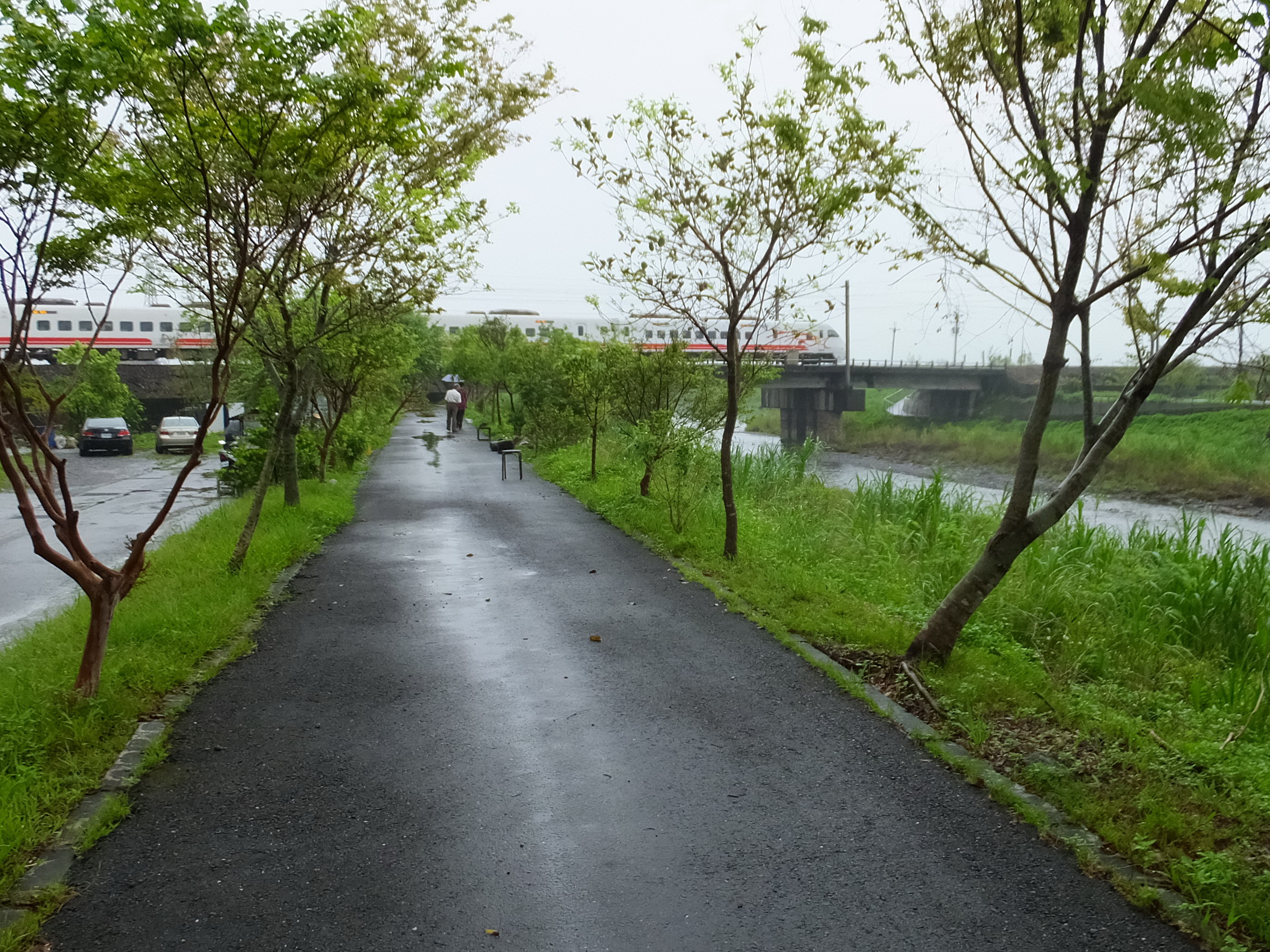
得子口渓鉄橋を渡る普悠瑪自強号（礁渓郷）
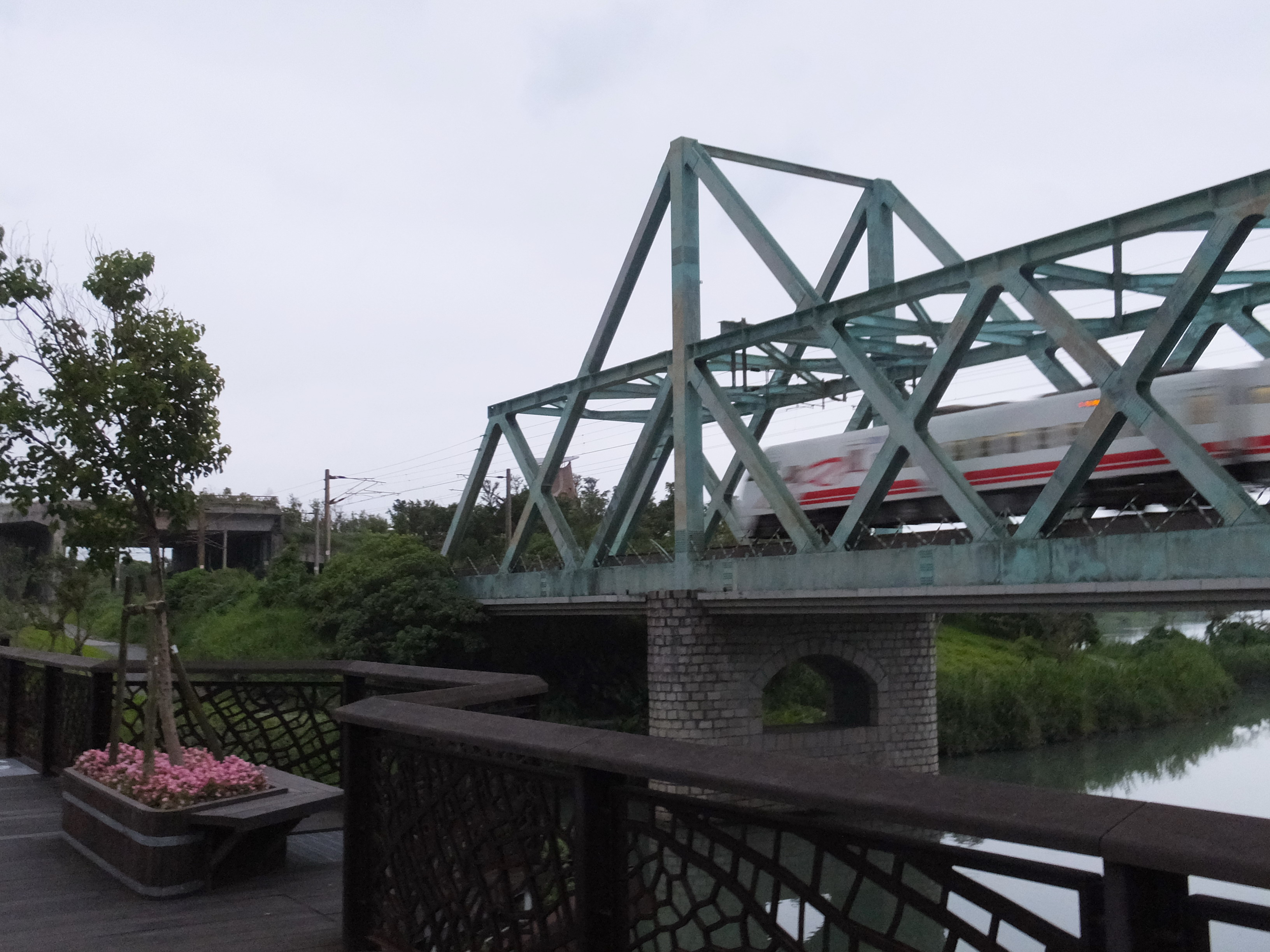
冬山河鉄橋を渡る普悠瑪自強号（冬山郷）